# سن پیترو ویمیناریو
سن پیترو ویمیناریو (به ایتالیایی: San Pietro Viminario) یک کومونه در ایتالیا است که در استان پادووا واقع شده‌است.

## خصوصیات
سن پیترو ویمیناریو ۱۳٫۳ کیلومترمربع مساحت و ۲٬۶۸۰ نفر جمعیت دارد.